# EasyPHP
EasyPHP — готовая к использованию сборка для PHP-разработчиков.
В книге «Web database applications with PHP and MySQL» EasyPHP назван лучшим пакетом интеграции Apache, PHP и MySQL для Windows.
EasyPHP 16.1.1 включает в себя:
- PHP 7.x / 5.6.x / 5.5.x / 5.4.x
- PhpMyAdmin 4.6.1
- Apache 2.4.20
- Nginx 1.9
- MySQL 5.7.11
- Xdebug 2.4.0

В версии (14.1) отсутствует поддержка русского языка.

## Дополнительные возможности
Для этого программного продукта возможна установка пользователем Portable версии на USB-накопитель.
Поддержка модулей-расширений таких как WordPress (Блог), SPIP, Drupal, Joomla (CMS-системы), Prestashop (интернет-магазин), phpBB, Phorum (Веб-форумы, в процессе разработки).

## Modules
- VirtualHosts Manager
- Phpini Manager for EasyPHP
- Xdebug Manager for EasyPHP
- Function Reference for EasyPHP
- WordPress
- Drupal
- Spip
- Joomla!
- PrestaShop
- WebGrind